# Let L-200 Morava
Let L-200 Morava (укр. Морава) — легкий пасажирський двомоторний літак виробництва Чехословаччини. Перший літак, повністю спроєктований на авіазаводі Let Kunovice в місті Куновіце. Перший політ здійснив 9 квітня 1957 року, а серійне виробництво тривало з 1957 по 1964 рік.
Всього було виготовлено 361 машину. Літак використовувався в понад 30 країнах, на всіх континентах, окрім Антарктиди. Найбільшим замовником та експлуатантом був радянський «Аерофлот», який викупив більш ніж половину всіх виготовлених Let L-200 Morava. Парк «Аерофлоту» нараховував 183 літаки, 51 з яких перебували в складі українського управління цивільної авіації та обслуговували маршрути на території УРСР.
Окрім реалізації в країнах східного блоку, Let L-200 Morava був одним із небагатьох легкомоторних літаків, які в епоху Холодної війни експортувалися із-за «залізної завіси» і були успішними в західних країнах. Станом на 2024 рік окремі екземпляри перебувають в експлуатації, попри значний вік конструкції.

## Історія створення

### Передумови
1936 року в Чехословаччині як філія компанії Avia був заснований завод Let Kunovice. Спочатку він працював як авіаремонтна майстерня, згодом на ньому почали виробляти окремі вузли та агрегати для нових літаків. Під час Другої світової війни недобудований завод захопили німецькі війська та використовували його для ремонту й обслуговування авіаційної техніки Люфтваффе. Невдовзі після завершення війни Avia була націоналізована та зазнала масштабної реструктуризації, під час якої завод у Куновіце вивели зі складу компанії та перетворили на окреме авіабудівне підприємство. З цього часу на ньому розпочалося повноцінне виробництво нових літаків і планерів.
Першим літаком, виготовленим на Let Kunovice, став Z-22 Junak конструкції іншої чехословацької компанії Moravan Otrokovice: з 1949 по 1952 на заводі збудували 170 таких машин. Окрім цього на підприємстві розгорнули масштабне серійне виробництво планерів: навчального Z-124 Galanka конструкції Moravan Otrokovice та двомісного LF-109 Pionýr, створеного конструкторами празької фірми Letov. Коштом уряду Чехословаччини в період з 1950 по 1953 роки відбувалося відновлення старих і добудова нових цехів заводу. Починаючи з 1952 року на збільшених потужностях підприємства розпочалося масове виробництво навчально-тренувального винищувача С-11 і малого пасажирського літака Aero Ae-45, спроєктованого чехословацькою компанією Aero Vodochody.
1955 року на підприємстві створили власне конструкторське бюро, яке очолив молодий і талановитий конструктор Ладіслав Смрчек. Першим завданням нового колективу стало створення нового легкого пасажирського літака, який за всіма показниками мав перевершувати Aero Ae-45, що на той час серійно виготовлявся на їхньому заводі.

### Перші екземпляри

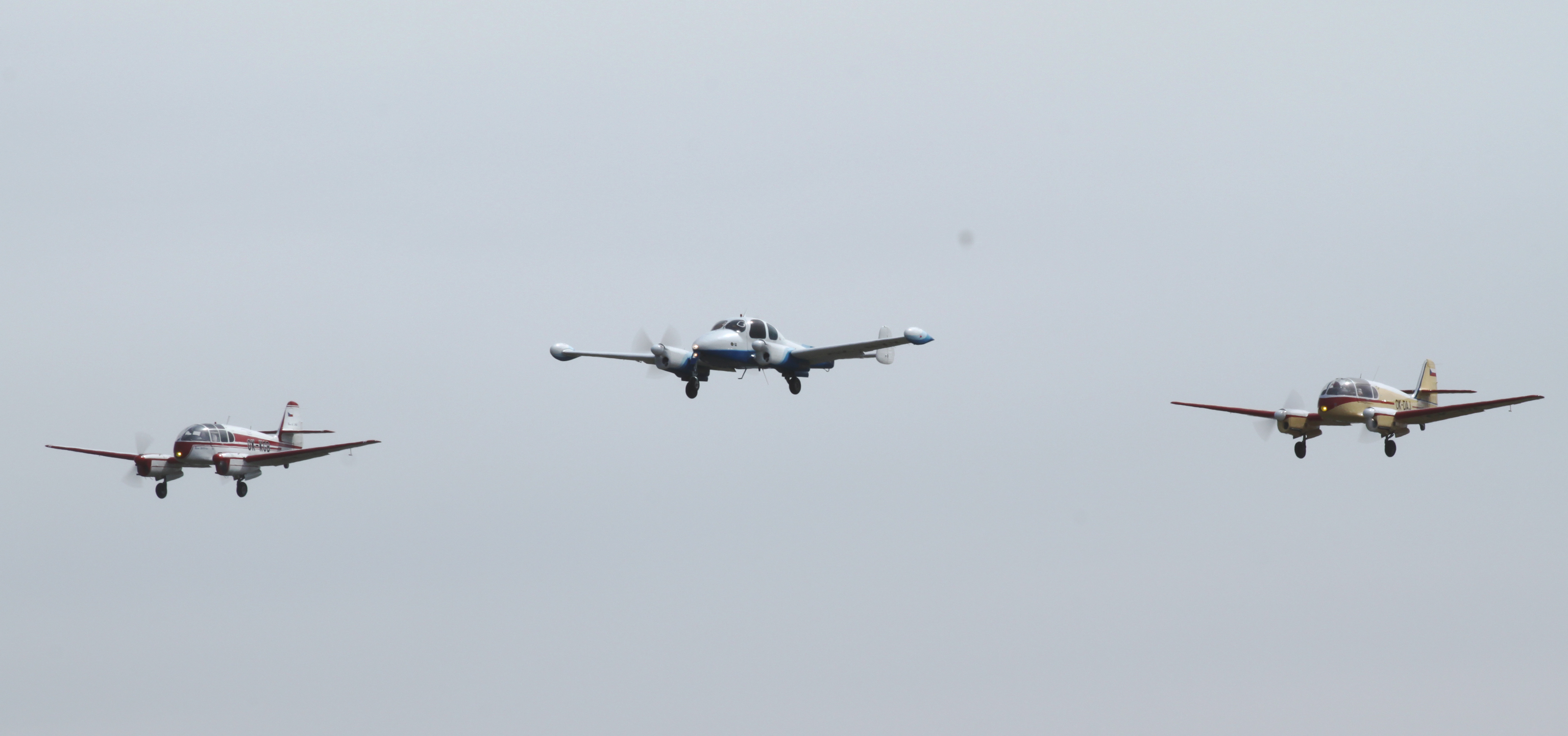
Спільний проліт Let L-200 Morava (посередині) і двох Aero Ae-45 на авіашоу Czech International Air Fest 2015

Розробка нового літака розпочалася 1955 року. Планувалося створити двомоторний п'ятимісний літак, який підходив би для експлуатації в режимі аеротаксі. Він мав бути оснащений парою нових рядних шестициліндрових двигунів повітряного охолодження Walter M-337 максимальною потужністю 210 к.с. кожен. На той час вони лише розроблялися на заводі Walter у Празі, а створення перших прототипів Morava відбувалося в дуже стислі терміни, значно випереджаючи роботи з доведення нового двигуна. Щоб не затримувати початок випробувань, на перші екземпляри літаків встановили застарілі Walter Minor 6-III конструкції 1946 року, які розвивали максимальну потужність лише 160 к.с. Всього було створено три прототипи Morava: два використовувались для льотних випробувань, а планер третього прототипу передали в Науково-дослідний і випробувальний авіаційний інститут (VZLU) в Празі для статичних випробувань. Усі вони були оснащені металевими дволопатевими повітряними гвинтами Avia V-402 зі змінним кроком гвинта; в процесі випробувань їх замінили на новішу модель Avia V-406.
Перший прототип під маркуванням XL-200 вперше піднявся в повітря 9 квітня 1957. Літаком керував заводський льотчик-випробувач Ладіслав Шваб. Того ж року, не чекаючи завершення випробувань прототипів, на заводі виготовили установну (нульову) серію, що складалася з десяти машин, оснащених моторами Walter Minor 6-III та гвинтами Avia V-406. Надалі машини установної серії вказувалися, як модифікація L-200. Одна з них була задіяна в державних випробуваннях, що відбувались у VZLU з січня по травень 1958 року. Під час них виявили недостатню курсову стійкість літака в режимі польоту з одним працюючим двигуном. Для усунення дефекту на фюзеляжі, за пасажирською кабіною, було розміщено аеродинамічний гребінь (форкіль). Також за результатами випробувань змінили положення антен радіоапаратури та додали кватирку на лівому лобовому склі. Утім L-200 нульової серії все ще потерпали від «дитячих хвороб»: застарілі двигуни погано запускалися та були схильні до перегріву; траплялися випадки, коли під час польоту відкривалися двері; в салоні був високий рівень шуму та вібрацій. Попри всі проблеми, дев'ять із десяти машин передали замовникам. П'ять із них експлуатувала компанія «Agrolet», що була дочірнім підрозділом чехословацьких державних авіаліній. Дві машини придбали військово-повітряні сили Чехословацької народної армії: одну використовували для навчання екіпажів бомбардувальної авіації, а іншу обладнали апаратурою для аерофотознімання. Ще два літаки отримав «Аерофлот» СРСР. Останній, десятий літак повернули на завод-виробник, де продовжилися його випробування і подальші модифікації. Згодом він був перетворений на прототип наступної серійної модифікації L-200A.

### Серійне виробництво

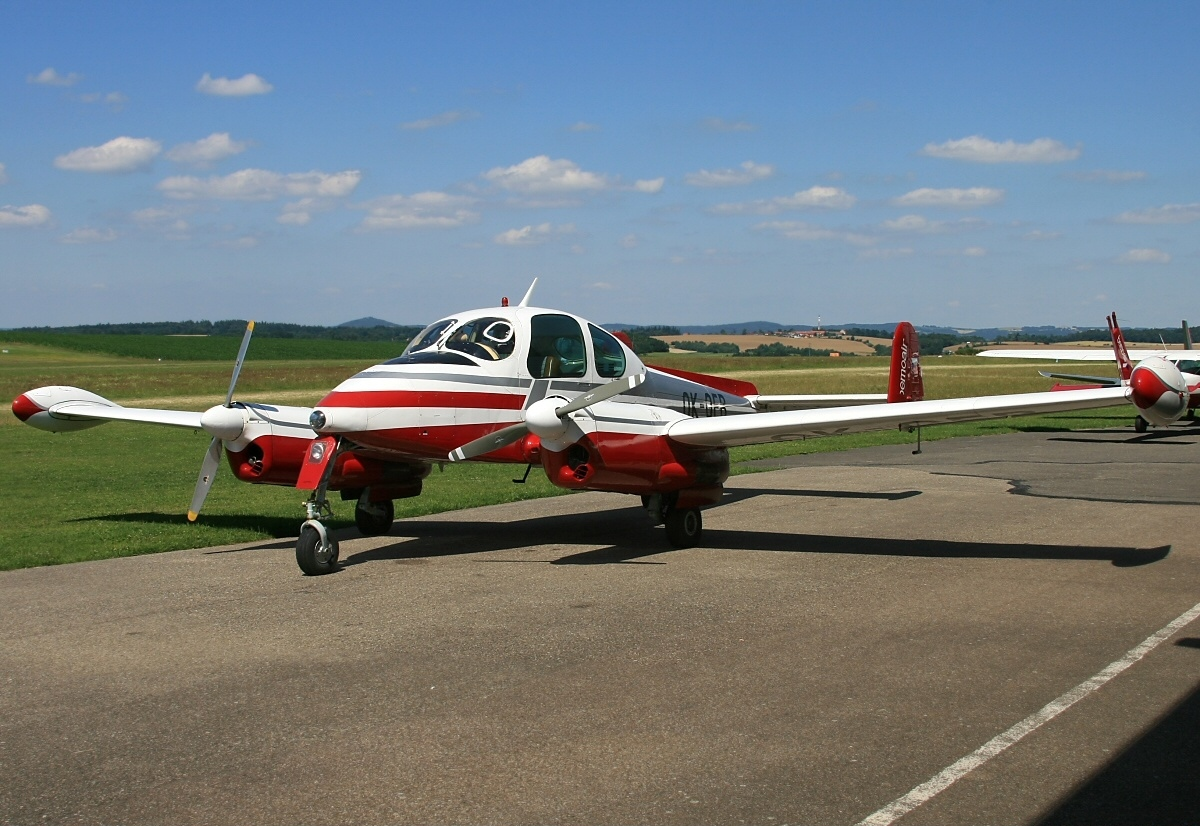
Let L-200A Morava в аеропорту містечка Бенешов, в липні 2011 року

В порівнянні з першими екземплярами, на літаках нової модифікації L-200A замінили повітряні гвинти на досконаліші, дволопатеві Avia V-410 зі змінним кроком гвинта. Певних змін зазнав і планер: зменшили висоту кабіни, подовжили гондоли двигунів, змінили форму шайб хвостового оперення. В липні 1958 року літак з індексом L-200A був готовий до проведення державних випробувань, проте нові двигуни ще досі були в процесі виготовлення. Лише восени 1959 року на машину встановили нові серійні Walter M-337, після чого машина взяла участь у випробуваннях, за результатами яких в липні 1960 року тип L-200A отримав державний сертифікат льотної придатності. Починаючи з другого півріччя 1960 року стартувало масове виробництво нової модифікації. Всього збудували 151 літак, переважну більшість з яких експортували в інші країни. Зокрема 68 машин отримав «Аерофлот» СРСР.

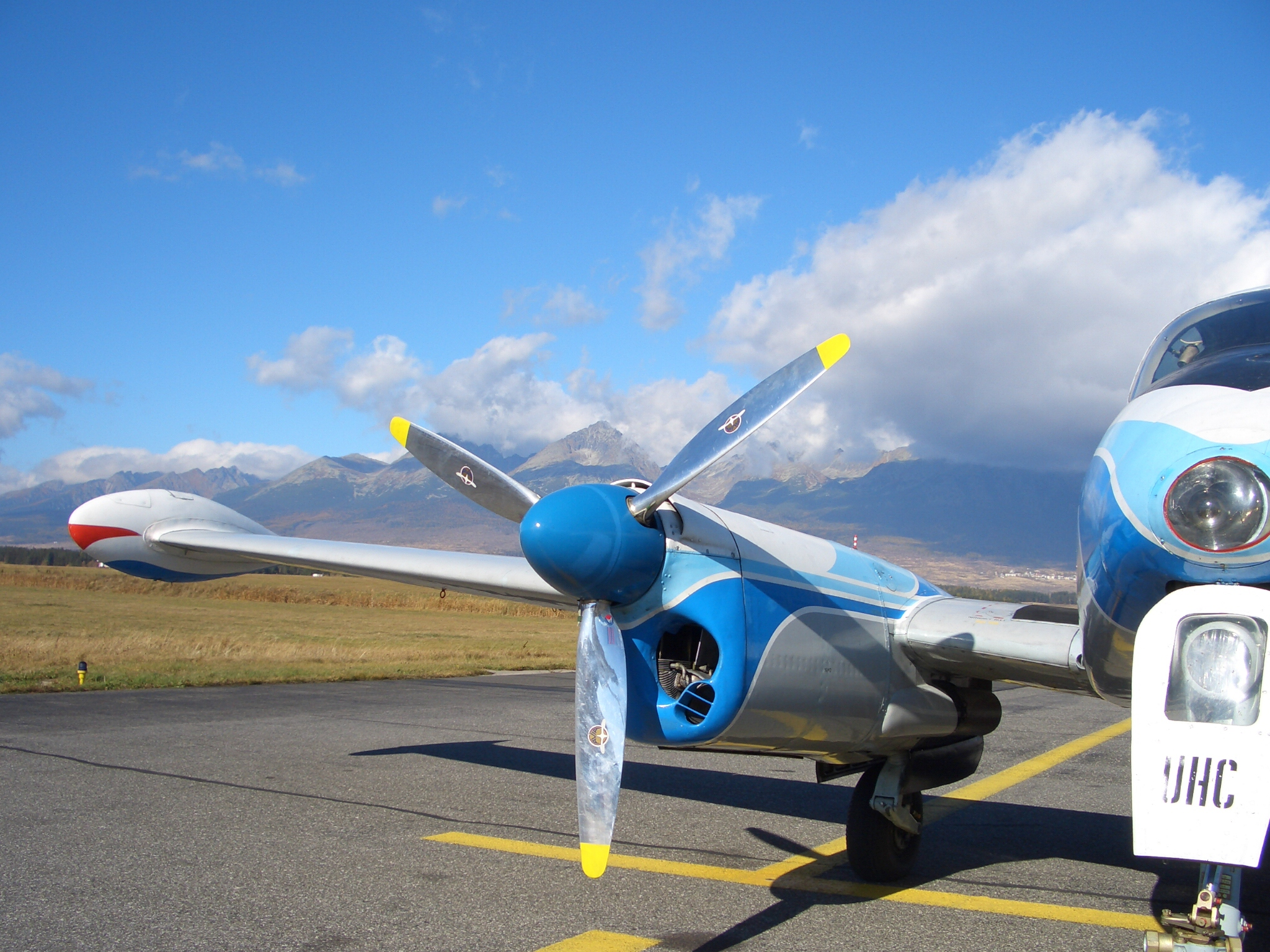
Основною відмінністю модифікації L-200D від усіх інших є використання трилопатевих повітряних гвинтів зменшеного діаметра

Важливим етапом в еволюції Morava стало створення нової модифікації, націленої на задоволення вимог «Аерофлоту», найбільшого замовника й експлуатанта літаків цього типу. Спираючись на досвід перших років експлуатації літака в Чехословаччині та СРСР, було сформовано перелік зауважень, на підставі яких в конструкцію літака внесли 1075 різноманітних змін. Одним із головних побажань радянської авіакомпанії було збільшення відстані між кінцями лопатей повітряного гвинта та землею задля підвищення безпеки експлуатації літака з непідготованих злітно-посадкових майданчиків. Просте зміщення двигунів у вертикальній площині вгору було визнано невдалим рішенням, бо вимагало внесення значних змін в конструкцію планера літака. Крім того, це значно погіршувало аеродинаміку й оглядовість з кабіни. До розв'язання питання долучився конструктор повітряних гвинтів Мілош Адамець. Він спроєктував нові автоматичні трилопатеві гвинти Avia V-506 зменшеного діаметра з ламінарним профілем лопатей і з гідравлічним керуванням кроком гвинта. Попри менший діаметр нових гвинтів, льотні характеристики літака збереглися майже без змін, а на додаток вдалося зменшити рівень шуму в кабіні. Серед інших змін: встановлено гідропомпу на лівий двигун і протипилові фільтри, виконано зимове капотування двигунів, додано радіостанцію та радіокомпас. Всього виготовили 205 літаків L-200D, враховуючи прототип нульової серії, який першим дообладнали по новій специфікації, а також 7 машин, які переобладнали з модифікації L-200A. «Аерофлот» викупив 113 машин, довівши загальну кількість Morava у своєму авіапарку до 183 одиниць.
Окрім заводу Let Kunovice, були спроби організувати ліцензійне виробництво Morava за кордоном. Югославська фірма LIBIS зі складових частин чехословацького виробництва зібрала п'ять машин за специфікацією L-200D; у деяких джерелах ці літаки вказані як L-200 LIBIS. Також тривали перемовини з авіаційними підприємствами Бразилії та США щодо організації ліцензійного виробництва L-200D в їхніх країнах. Було озвучено плани щодо побудови щонайменше 100 літаків на рік, упродовж 5—7 років, для ринку США, проте Omnipol (чехословацький державний монополіст в галузі експорту авіаційних технологій) вимагав ліцензійних відрахувань у сумі 47 500 $ за кожен виготовлений літак, а американські авіаційні компанії дійшли висновку, що такий розмір виплат зробить проєкт нерентабельним, і вийшли з перемовин.

### Експериментальні модифікації
Роботи над новою модифікацією літака розпочалися на початку 1965 року. Керівником проєкту був авіаконструктор Ян Свобода. Специфікація, що отримала назву L-210, була еволюційним розвитком Morava зі збільшеним салоном, місткістю до 6 осіб (1 пілот + 5 пасажирів), та покращеними льотними характеристиками, досягнутим завдяки застосуванню потужніших двигунів. Для створення прототипу використали літак, який до цього виступав прототипом модифікації L-200D. На ньому залишили одні дверцята, збільшивши ширину пасажирського салону, та змінили схему засклення салону, зробивши заднє скло випуклим, що додало ще трохи вільного простору. На літаку використали двигуни Avia M-338 з максимальною потужністю 245 к.с., в парі з трилопатевими гвинтами Avia V-506, а також збільшили розмір його коліс шасі. Нова машина успішно завершила заводські випробування, після чого його активно пропонували замовникам, проте вона так і не знайшла свого споживача. Модифікацію серійно не виробляли та не продавали. Її прототип деякий час експлуатувався заводом Let Kunovice, пізніше — місцевим аероклубом міста Куновіце. Оскільки L-210 не проходив державних випробувань і не мав дійсного сертифіката типу повітряного судна, його експлуатація була нелегальною. Згодом державна авіаційна інспекція заборонила використання літака і видала розпорядження, згідно з яким його вчергове переробили, повернувши до специфікації L-200D.
На початку 60-х років XX століття VZLU проводив досліди з підвищення несної здатності крила нетрадиційними методами, створивши три проєкти експериментальних літаків E-31, E-32 та E-33. Перші два передбачали створення повністю нових повітряних суден, але через обмеженість фінансування їхнє створення так ніколи й не відбулося. Третій проєкт E-33 базувався на конструкції L-200 Morava. Для побудови літака було запропоновано використати один з перших прототипів L-200, який починаючи з 1959 року проходив державні випробування на базі VZLU. Документація за проєктом була завершена у квітні 1962 року, а переобладнання літака тривало до липня 1964 року. За масогабаритними показниками E-33 був близьким до оригінального L-200 Morava: маса пустого літака складала 1600 кг, а максимальна злітна маса — 2100 кг. Кабіна була двомісною, екіпаж складався з пілота та техніка-експериментатора. За спинами екіпажу, в задній частині фюзеляжу, встановили додатковий двигун M-108DHK потужністю 325 к.с., призначений для приводу нагнітача стисненого повітря. Суттєві зміни відбулися і в планері літака: над фюзеляжем розмістили великий прямокутний повітрозабірник; крила обладнали спеціальним носком з профільованою щілиною, через яку видувалося стиснене повітря від нагнітача; аналогічні щілини зробили перед закрилками та елеронами, а також перед рулями висоти; з крил повністю прибрали паливні баки, щоб розмістити всередині трубопроводи для подачі стисненого повітря. Хвостове оперення переробили на однокільове і значно збільшене в розмірах, що дозволило літаку виконувати довготривалі польоти з одним працюючим двигуном, щоб мати змогу оцінювати параметри нового крила як в режимі обдування повітряним гвинтом, так і в режимі без такого обдування. На носі фюзеляжу та на кілі хвоста для точних замірів параметрів набіжного потоку розмістили додаткові трубки Піто. Експериментальні польоти E-33 тривали два роки та дозволили дослідникам зібрати значний масив практичних даних, які згодом використали при створенні літака Let L-410.

## Історія експлуатації

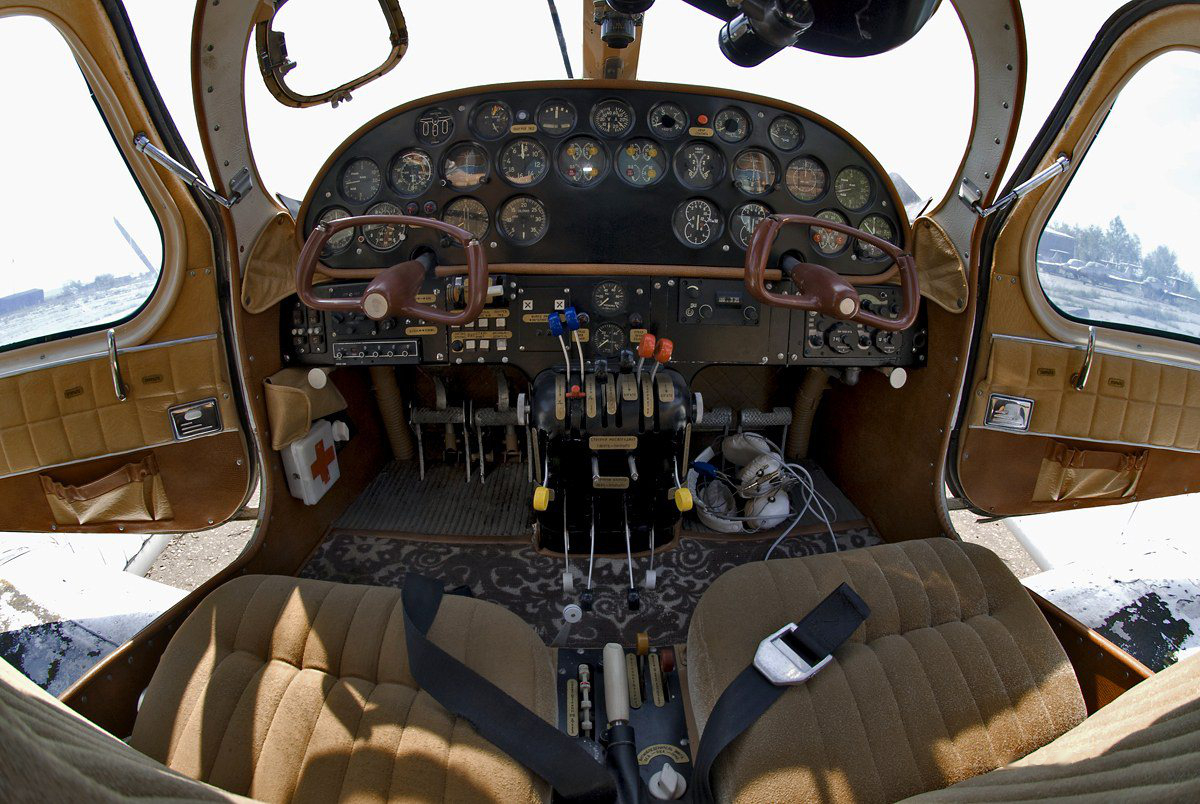
Органи керування і панель приладів Let L-200 Morava

### Початок експлуатації
Офіційно продажі та експлуатація літака розпочались 1960 року, після того, як перша серійна модифікація L-200A отримала сертифікат типу повітряного судна. Проте ще 1958 року, після успішного проходження державних випробувань, але до завершення повноцінної сертифікації, незначну кількість машин установної (нульової) серії передали кінцевим замовникам. Загалом понад три сотні виготовлених літаків активно використовували у понад тридцяти країн світу, переважно в країнах східного блоку. Попри «залізну завісу» і тотальне домінування американських виробників в сегменті легких двомоторних літаків, певна кількість Morava все ж потрапили в західні країни та тривалий час успішно використовувались. Найбільшими експлуатантами літака були СРСР, Чехословаччина і Польща. Через півстоліття після появи цього літака, самі чехи назвуть його найкрасивішим літаком за всю історію авіаційної промисловості Чехословаччини.
На початковому етапі експлуатації часто траплялися зіткнення із поверхнею землі в керованому польоті, що в сучасній класифікації авіакатастроф має назву CFIT (англ. Controlled Flight Into Terrain). Це було пов'язано з тим, що штатний набір приладів і навігаційного обладнання ранніх модифікацій L-200 не дозволяв здійснювати польоти за приладами, і в умовах складних метеоумов в гористій місцевості це призводило до катастроф. Починаючи з модифікації L-200D до комплекту приладів додали радіокомпас, також приділили увагу підвищенню рівня підготовки пілотів, що в комплексі розв'язало проблему з подібними інцидентами.

### В окремих країнах

##### СРСР
Радянський Союз був основним замовником цього типу літаків. Закупівля та експлуатація літака здійснювалася монополістом у сфері цивільної авіації СРСР — «Аерофлотом». Загалом в СРСР було поставлено 183 літаки, понад половину від усіх виготовлених Morava. Перші два літаки доправили в Москву в грудні 1958 року; це були машини з установної серії, з застарілими двигунами та значною кількістю недоліків. Обидва літаки надійшли в управління Державного науково-дослідного інституту цивільної авіації і використовувались в режимі дослідної експлуатації. Надалі було закуплено ще 68 машин модифікації L-200A і 113 модифікації L-200D. Останній з придбаних літаків надійшов в СРСР в першому півріччі 1966 року, отримавши реєстраційний номер СССР-02129. Найбільша кількість цих літаків використовувалась в південних районах СРСР.
Літак активно використовувався для регулярних і нерегулярних пасажирських рейсів, а також як повітряне таксі. Окрім пасажирських перевезень, літак було залучено до санітарної авіації та лісової охорони СРСР. Попри масовість і активність експлуатації, період використання L-200 в Радянському Союзі виявився недовгим, всього близько двох десятиліть. Двигуни Walter M-337 в умовах експлуатації в СРСР виявилися ненадійними, бо в них використовувалося радянське мастило МС-20, яке не відповідало необхідним вимогам. В місцях з'єднання колінчатого валу з шатунами відбувалося коксування, що з часом могло спричинити обрив шатуна під час роботи двигуна і призвело до декількох авіатрощ.
Ще більшою проблемою стали викрадення літака з метою втечі за кордон. Спроби викрадення літаків відбувалися й раніше, але всі вони були невдалими. В жовтні 1970 року ситуація докорінно змінилася: впродовж двох тижнів відбулося одразу два успішних викрадення літаків, які завершились втечею за кордон. 15 жовтня 1970 року було захоплено літак Ан-24, що здійснював рейс «Батумі — Сухумі — Краснодар», з подальшим перельотом до Туреччини. За два тижні, 27 жовтня 1970 року, двоє кримських студентів викрали Let L-200 Morava, що виконував рейс з Керчі до Краснодару, і також втекли на ньому до Туреччини.
Викрадення літаків змусили міністерство цивільної авіації СРСР переглянути заходи безпеки при здійсненні пасажирських рейсів. Починаючи з 1973 року, викрадення літального апарата стало класифікуватися як окремий злочин; також ухвалили рішення озброїти екіпажі літаків і висунули вимогу до повітряних суден, щоб екіпаж був відгороджений від пасажирів окремою перегородкою. Останню вимогу неможливо було реалізувати на малих літаках, які експлуатувалися в режимі авіаційного таксі, що призвело до рішення про поступове виведення подібних літаків з експлуатації в СРСР. Спочатку Morava зникла з прикордоння, залишившись лише на маршрутах в глибині території країни, а згодом почалося поступове планомірне списання літаків. Більшість машин модифікації L-200A було списано в період з 1971 по 1977 роки, модифікації L-200D — з 1974 по 1979 роки. Станом на кінець 1979 року Радянський Союз повністю припинив експлуатацію цих літаків.

##### Чехословаччина
На батьківщині літака у Чехословаччині в експлуатації перебувало більше сотні машин цього типу. Найбільшими операторами були державна авіакомпанія «Agrolet», аероклуби Свазарм та Чехословацька народна армія. Перші 5 машин «Agrolet» отримав ще 1959 року і почав їх використовувати як авіаційне таксі. На піку поширення Let L-200 парк авіакомпанії налічував 45 літаків, з них 30 належали до найрозвинутішої модифікації L-200D. Іншим великим експлуатантом був Свазарм, чиї аероклуби по всій країні використовували понад 50 літаків для оглядових польотів та підготовки пілотів багатомоторних літаків. Переважна більшість літаків в аероклубах Свазарм, 46 машин, належали до модифікації L-200A. Чехословацька народна армія була найбільшим військовим оператором Morava у світі, маючи у своїй власності 22 літаки. 4 літаки перебували у власності державної авіаційної інспекції Чехословаччини, а ще декілька використовувались великими компаніями для швидких і комфортних перевезень співробітників. Morava для службових перельотів використовували Let Kunovice, SLI Praha, Škoda Holding, Moravan Otrokovice, Škoda Auto та інші.
Прикметним моментом в історії літака стала його участь в кінематографі. 1983 року деякі сцени радянського двосерійного фільму «Битва за Москву» знімалися на території Чехословаччини. Через відсутність оригінальних зразків військової техніки часів Другої світової війни, знімальна група мусила йти на хитрощі. Так, аероклуби Свазарм надали для знімань декілька своїх Let L-200, на які було нанесено камуфляж і свастику, і маленька Morava успішно зобразила в кадрі важкі німецькі винищувачі Messerschmitt Bf 110.

##### Польща
На початку 70-х років XX століття, коли СРСР розпочав виведення L-200 з експлуатації, значну частину списаних машин викупила Польща. Вони склали кістяк санітарної авіації країни та успішно використовувалися до кінця 1980-х років. Загалом Польща мала понад півсотні L-200. На початку 90-х років ці літаки списали; деякі з них після продажу на вторинному ринку повернулися в країни, що утворилися після розпаду СРСР, серед іншого і в Україну. В польській санітарній авіації на заміну Morava прийшли PZL M-20 Mewa.

##### Австралія
За весь час існування Let L-200 Morava лише два літаки продали та доправили в Австралію. Першу Morava імпортувала в Австралію 1961 року компанія Dulmison Aircraft Pty Ltd. Її засновник Філіп Далханті вважав, що тогочасні чеські літаки перевершують за характеристиками американські аналоги, і прагнув прокласти їм шлях на ринок Австралії. 1960 року Далханті з трьома друзями прибув до Чехословаччини, де зміг переконати керівництво чехословацького державного монополіста Omnipol в необхідності створення австралійського представництва. Назад в Австралію вони повернулися з двома літаками Aero 145. Згодом Dulmison Aircraft продовжив і розширив імпорт чехословацьких літаків: до Австралії завезли по одному екземпляру Let L-200A Morava і Zlín Z-326 Trenér Master, ще чотири Aero 145, дев'ять Orličan L-40 Meta Sokol і значну кількість планерів Let L-13 Blanik. Перша австралійська Morava декілька раз змінювала власників, аж доки 2008 року перейшла у власність Товариства реставрації історичних літаків. Її відреставрували та виставили на огляд в лівреї Ansett-ANA як музейний експонат на території аеропорту Шеллхарбор, в штаті Новий Південний Уельс. В лютому 2010 року Австралії дісталася ще одна Morava. Приватна особа придбала літак модифікації L-200D та зареєструвала його під номером VH-OKP. Станом на 2024 літак продовжує здійснювати польоти.

### Унікальні досягнення
На Let L-200 було виконано серію перельотів, унікальних для машин такого класу. Навесні 1961 року екіпаж у складі пілота Владіміра Влка, механіка Владіміра Коутного та представника Omnipol Їндржиха Синецького здійснили переліт за маршрутом «Чехословаччина — Югославія — Греція — Сирія — Іран — Пакістан — Бірма — Індонезія — Австралія», переправивши першу Morava на австралійський континент для здійснення демо-туру і подальшого продажу. Загальна протяжність маршруту перевищила 25 тис. кілометрів, які літак подолав за 92 льотні години. Наступного 1962 року пілот Франтішек Свинка з механіком Владіміром Янеком перегнали L-200A з Праги в Бомбей для індійського замовника, подолавши 8200 км за 30 льотних годин. Також літаки модифікації L-200D неодноразово супроводжували винищувачі С-11, продані Єгипту, виконуючи безпосадкові перельоти з Братислави до Порт-Саїду і у зворотному напрямку. 2008 року двоє чеських пілотів, ентузіастів чехословацької авіації, здійснили експедицію за маршрутом «Прага — Північний полюс — Прага», в ході якої літак подолав відстань майже 10 тис. кілометрів і успішно дістався найпівнічнішої точки нашої планети.

## Технічний опис

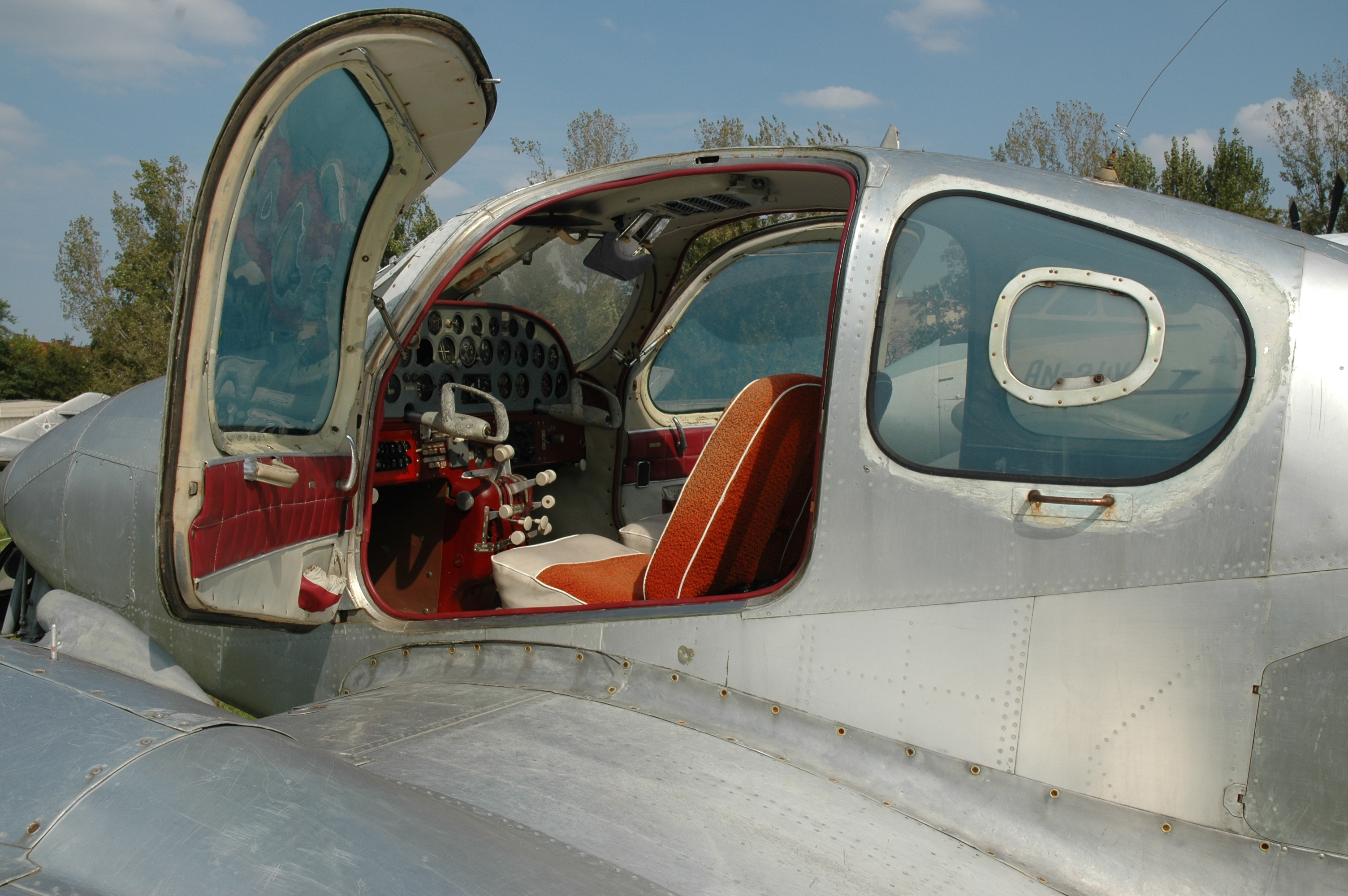
Let L-200D Morava в угорському музеї авіації. Відкриті дверцят з лівого борту, ергономіка кабіни літака нагадує автомобільну

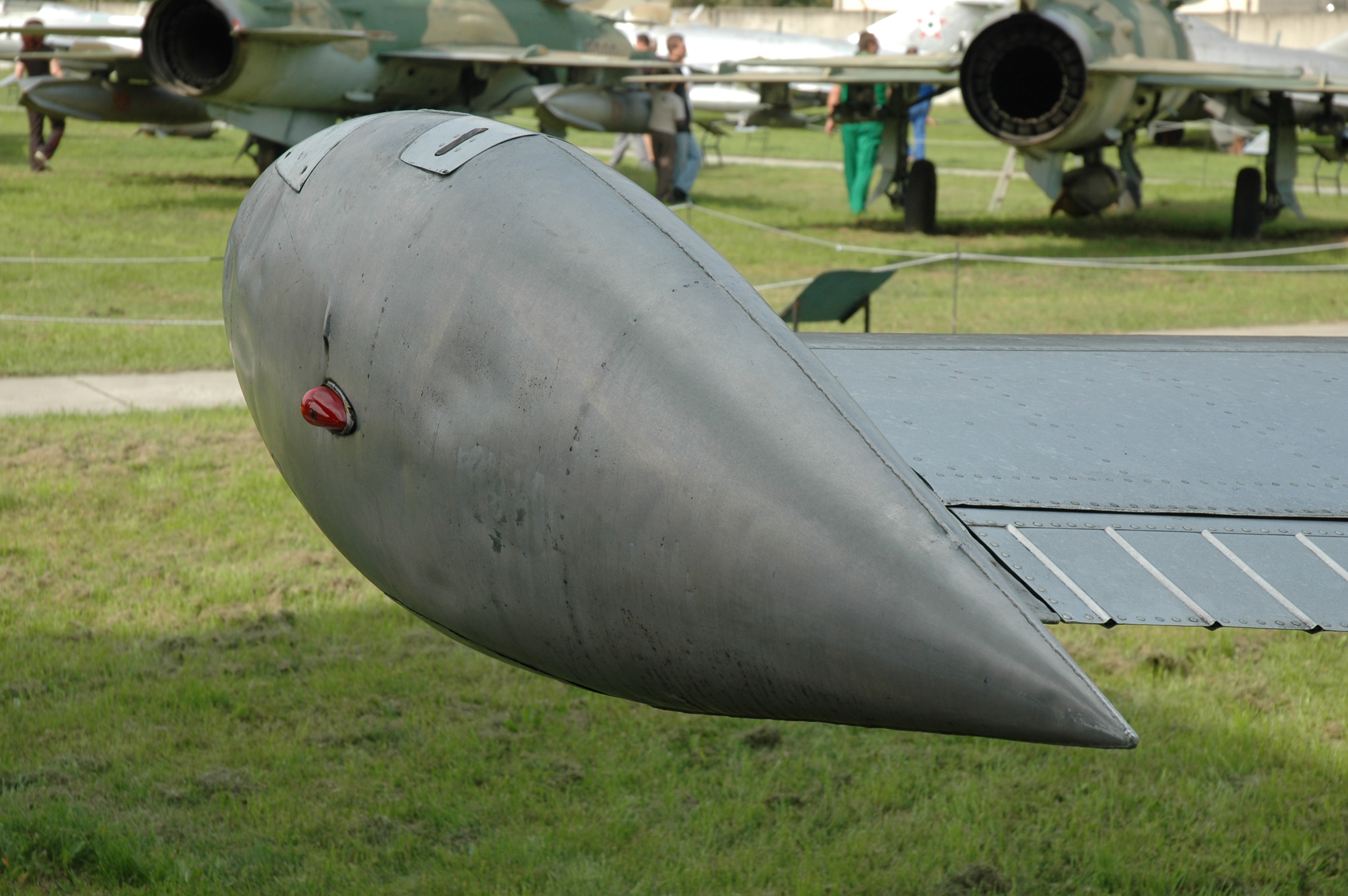
Обтічний паливний бак на кінці крила Let L-200D Morava в угорському музеї авіації.

### Загальний опис
Конструктивно літак є двомоторним, суцільнометалевим, вільнонесучим низькопланом з прямим крилом і Н-подібним хвостовим оперенням. Фюзеляж типу посилений монокок, технологічно розділений на передню, середню і задню частини. Передня частина складається з системи перегородок і стрингерів, містить в собі носове колесо шасі та акумулятори. Середня частина містить несучий корпус кабіни й балки центроплана з кріпленнями для підвіски крил. Скління кабіни виконано з органічного скла. Задня частина являє собою корпусну конструкцію з поперечним і поздовжнім посиленням. Зверху над задньою частиною фюзеляжу встановлено форкіль, знизу присутня шпора, призначена для захисту хвостового оперення. Крило дволонжеронне, оснащене закрилками Фаулера. В середній частині крил змонтовано гондоли двигунів, виконані як посилений монокок, а на кінці крил присутні нерозривно з'єднані з крилом краплеподібні паливні баки, місткістю по 110 літрів кожен. Окрім функції паливного бака, краплеподібні напливи зменшували індуктивний аеродинамічний опір крила. Хвостове оперення суцільнометалеве з великим суцільним горизонтальним стабілізатором, суцільним кермом висоти й несиметрично розміщеним тримером. Шасі триопорне з гідравлічним приводом і носовим колесом, що здатне обертатися на 360°. Під час польоту шасі прибирається: носове колесо — в нішу у фюзеляжі, а бічні колеса — в гондоли двигунів на крилах. Також було спроєктовано лижний варіант шасі. Літак оснащений системою відводу нагрітого повітря від двигунів до передніх крайок крила, щоб убезпечити їх від обмерзання, а лопаті повітряних гвинтів обладнані рідинною системою запобігання обмерзанню. Суттєвою перевагою Morava над своїм попередником Aero Ae-45, була можливість підтримувати горизонтальний політ з одним працюючим двигуном, що значно підвищувало рівень безпеки при експлуатації літака.
Компонування п'ятимісного пасажирського салону виконано по аналогії з салоном легкового автомобіля. З метою підвищення конкурентоспроможності літака, було вирішено забезпечити високий рівень комфорту для пасажирів. Інтер'єр кабіни виконав відомий чехословацький дизайнер Отакар Діблік. Ідея полягала в тому, щоб створити інтер'єр схожий на салон представницького автомобіля Tatra 603. В інтер'єрі використані якісні матеріали, наявні зручні підголівники, підлокітники, стельові світильники, запальничка і попільничка. На бокових і задніх вікнах передбачені фіранки, а лобове скло мало тонування у верхній частині для захисту від сонця. Задній ряд сидінь виконаний у формі суцільного м'якого дивану, на якому могли вільно розміститися троє людей середніх габаритів. Позаду дивану знаходилось багажне відділення, виконане по аналогії з автомобільним. Доступ в салон літака відбувався через пару великих дверцят автомобільного типу, які були достатньо широкими, щоб забезпечити можливість посадки одночасно як на передній, так і на задній ряд сидінь. Салон літака мав відмінний, для свого часу, рівень тепло- та звукоізоляції. Також передбачено санітарний варіант салону, в якому залишалися два сидіння по лівому борту, переднє для пілота і заднє для персоналу супроводу. В правій частині кабіни розміщувались кріплення для встановлення двох стандартних медичних нош «CSN 84 7010»: одні знизу, інші вгорі над ними. Таке компонування дозволяло транспортувати двох лежачих хворих в супроводі медичного працівника.

### Основні характеристики
- Екіпаж: 1 людина
- Пасажиромісткість: до 4 пасажирів
- Висота: 2,22 м
- Довжина: 8,61 м
- Розмах крил: 12,33 м
- Площа крила: 17,26 м²
- Вага порожнього: 1325 кг (1360 кг для модифікації L-200D)
- Максимальна злітна вага: 1950 кг (2000 кг для модифікації L-200D)
- Двигуни: 2 × Walter M337, максимальна злітна потужність кожного з двигунів — 210 к.с.
- Повітряні гвинти: 2-лопатеві Avia V-410 діаметром 1800 мм з електричним керуванням кроком гвинта (3-лопатеві Avia V-506 діаметром 1750 мм з гідравлічним керуванням кроком гвинта для модифікації L-200D)

### Льотні характеристики
- Максимальна швидкість: 388 км/год
- Крейсерська швидкість: 295 км/год (285 км/год для модифікації L-200D)
- Швидкість звалювання: 109 км/год
- Практична стеля: 5700 м
- Швидкопідйомність: 6,4 м/с
- Швидкопідйомність з одним двигуном: 1,5 м/с
- Довжина розбігу: 400 м
- Довжина пробігу: 490 м

### Характеристики двигуна

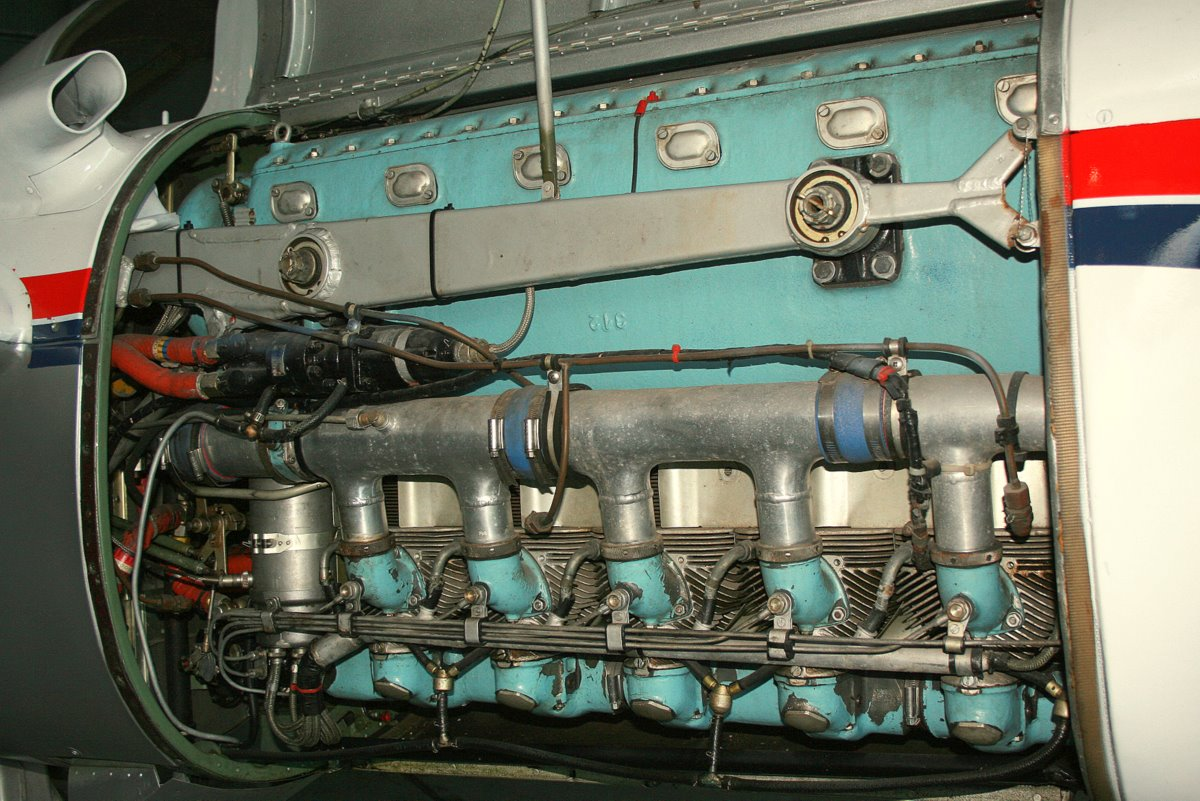
Мотогондола з відкритим капотом, на правому крилі Let L-200 Morava. Всередині двигун Walter M337

Історія лінійки авіаційних поршневих двигунів Walter Minor бере свій початок від 1929 року. Це двигуни з фіксованими діаметром циліндра (105 мм) і ходом поршня (115 мм), таким чином корисний об'єм кожного циліндра був близько 1 літра (0,996 дм³). Лінійка містила перевернуті рядні чотирициліндрові (Walter Minor 4) та шестициліндрові (Walter Minor 6) двигуни повітряного охолодження. Також існувала модель перевернутого дванадцятициліндрового V-подібного двигуна повітряного охолодження (Walter Minor 12).
Перші шестициліндрові двигуни лінійки Walter Minor створили 1938 року; вони увібрали в себе більшість передових технологій того часу. Двигун мав сталеві циліндри, алюмінієві головки та ГРМ з верхнім розташуванням клапанів (OHV). Спершу створили модифікацію Walter Minor 6-I, невдовзі після цього з'явився покращений варіант Walter Minor 6-II. Обидві модифікації виготовляли впродовж 1938—1939 років; вони були схильними до проблем з охолодженням задніх циліндрів, а їхня максимальна потужність складала 150 к.с. По завершенню Другої світової війни, 1946 року було створено ще дві модифікації двигуна: атмосферну Walter Minor 6-III максимальною потужністю 160 к.с. і з компресорним наддувом та Walter Minor 6-III-S максимальною потужністю 180 к.с. відповідно. Завдяки використанню нових матеріалів і сплавів вдалося суттєво знизити масу двигуна, в порівнянні з довоєнними зразками.
Двигун Walter M337 був апофеозом розвитку лінійки шестициліндрових авіаційних моторів Walter Minor і останньою модифікацією, яка випускалася серійно заводом Walter. Роботи над нею розпочались 1956 року і тривали три роки. Інженерам під керівництвом Богуслава Шимунека вдалося наростити максимальну потужність двигуна до 210 кінських сил і позбутися проблем з перегрівом циліндрів. Конструктивно M337 являв собою чотиритактний рядний шестициліндровий бензиновий двигун повітряного охолодження, з механічним компресором відцентрового типу і впорскуванням палива під низьким тиском в зону перед впускними клапанами. Система ГРМ двигуна змінилася з OHV на SOHC. Повітряний гвинт встановлювався безпосередньо на конічний край колінчастого вала без проміжного редуктора, а сам колінчастий вал мав всередині канал для подачі мастила в гідросистему повітряного гвинта.

На Morava використали два варіанти двигунів з лінійки Walter Minor 6. Від початку літак створювали в розрахунку на новітню модифікацію Walter M337, проте через затримки з доведенням цієї модифікації, на перших 13 літаків (3 прототипи та 10 літаків нульової серії) було встановлено застарілий атмосферний Walter Minor 6-III. З 1959 року, починаючи з модифікації літака L-200A і до завершення серійного виробництва, на літак встановлювали саме Walter M337; це тривало до завершення виробництва літака..
- Діаметр циліндра: 105 мм
- Хід поршня: 115 мм
- Кількість циліндрів: 6
- Робочий об'єм: 5,97 л
- Вага двигуна: 140 кг
- Компресія: 6,3:1
- Номінальна потужність: 170 к.с. при 2600 об/хв
- Максимальна потужність (злітна): 210 к.с. при 2750 об/хв
- Питома витрата палива: 0,215 кг/(к.с.·год)
- Рекомендоване паливо: авіаційний бензин з октановим числом 72-78

## Модифікації

### Реалізовані модифікації
- XL-200 — перші прототипи. Оснащені двигунами Walter Minor 6-III та дволопатевими повітряними гвинтами V-402[11].
- L-200 — літаки установної серії. Оснащені двигунами Walter Minor 6-III та дволопатевими повітряними гвинтами V-406. Виготовлено 10 машин[11].
- L-200A — перша масова серійна модифікація. Оснащені двигунами Walter M337 і дволопатевими повітряними гвинтами V-410[11].
- L-200D — модифікація, створена з врахуванням зауважень і вимог «Аерофлоту». Оснащені двигунами Walter M337 і новими трилопатевими повітряними гвинтами V-506[13].
- L-210 — глибока модифікація L-200D зі збільшеним салоном, розрахованим на 6 осіб, експериментальними двигунами Walter M338 і новими трилопатевими повітряними гвинтами V-506. Існував в єдиному екземплярі[16].
- E-33 — експериментальний літак, летюча лабораторія, створена шляхом глибокої модернізації другого прототипа L-200, призначена для моделювання і вивчення новітніх методів збільшення підіймальної сили крила, шляхом керування граничним шаром повітря біля аеродинамічних поверхонь. Дані, отримані під час цих досліджень, були використані при проєктуванні Let L-410[19].

### Заплановані модифікації
- L-200B — проєкт подальшого еволюційного розвитку модифікації L-200A[13].
- L-200C — проєкт створення модифікації літака під сертифікацію, згідно з вимогами льотної придатності Великої Британії[13].
- L-300 — рання назва проєкту створення швидкісної модифікації Morava, оснащеної турбогвинтовими двигунами замість поршневих[46].
- L-300D — проєкт створення швидкісної модифікації Morava, оснащеної турбогвинтовими двигунами Walter M601[cs][19].
- L-300H — масштабування проєкту L-300, запропонована конфігурація високоплана зі збільшеною пасажиромісткістю до 10 осіб, оснащеного парою турбогвинтових Walter M601. Цей літак так і не створили, проте напрацювання в межах проєкту стали основою для створення найуспішнішого і масового літака в історії підприємства Let Kunovice — Let L-410[19].

## Оператори

### Цивільні оператори
Окрім експлуатації в Чехословаччині, Let L-200 Morava офіційно експортувалися у 21 країну світу, в більшості з яких використовувалися в цивільному секторі. Коли в результаті розпаду СРСР, Югославії та Чехословаччини на світовій мапі виникли нові незалежні держави, багато з них продовжили експлуатацію Morava. Географія поширення цього літака надзвичайно широка: він мав реєстрацію в понад тридцяти країнах світу і використовувався на всіх континентах, окрім Антарктиди. Найбільшими цивільними операторами літака були «Аерофлот» СРСР, аероклуби Свазарм, Чехословацькі державні авіалінії та санітарна авіація Республіки Польща.
У XXI столітті окремі екземпляри літаків, що перебувають у приватній власності, підтримуються в стані льотної придатності та продовжують експлуатуватися для туристичних чи прогулянкових польотів. Станом на початок 2020-х років є відомості про декілька екземплярів Let L-200 Morava в Чехії, Росії та Україні, які продовжують літати та мають дійсні сертифікати льотної придатності у своїх країнах.

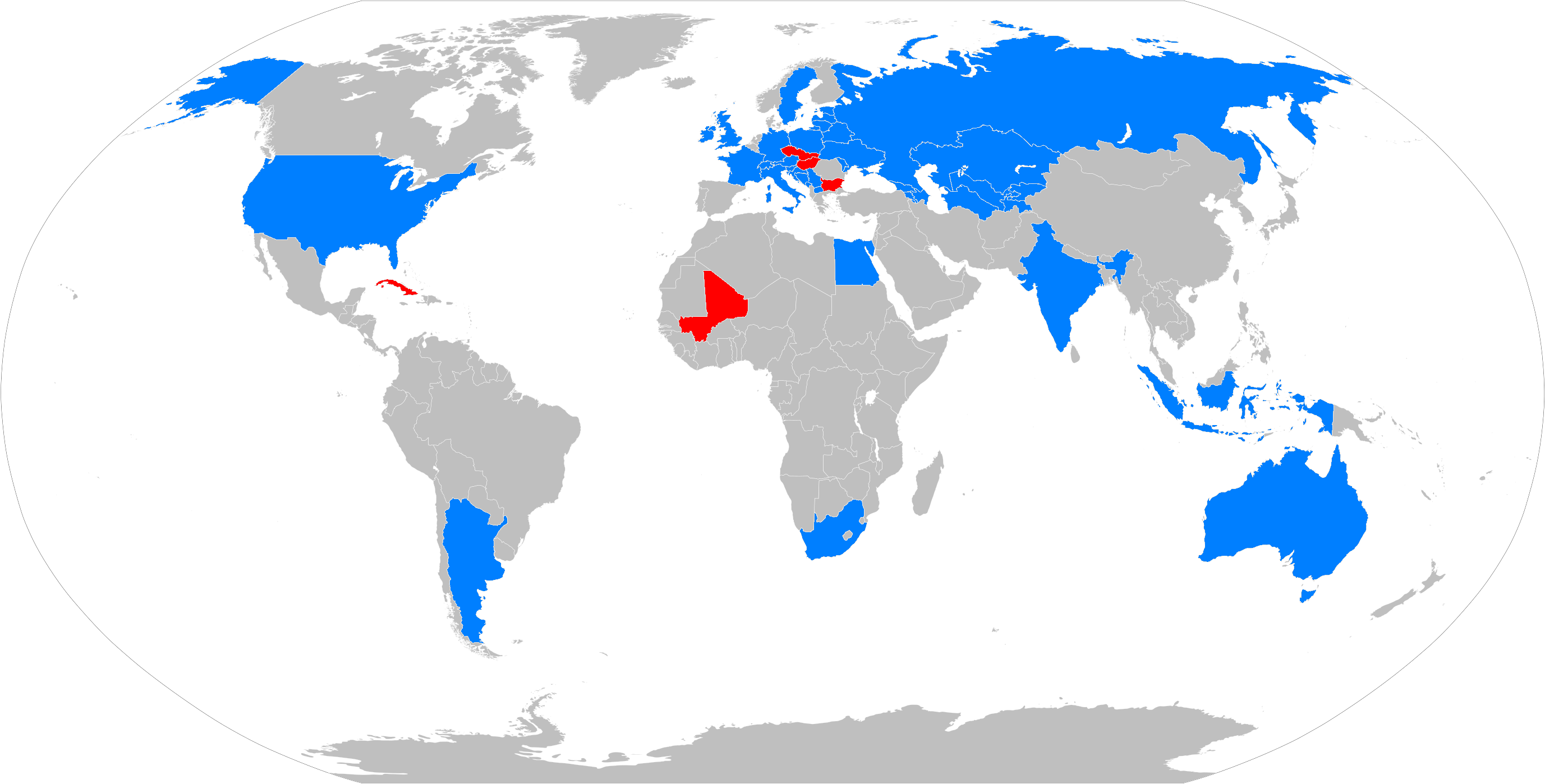
цивільні оператори
військові оператори

- Австралія
- Австрія
- Аргентина
- Велика Британія
- Німеччина
- Єгипет
- Індія
- Індонезія
- Ірландія
- Італія
- Казахстан
- Куба
- Ліхтенштейн
- НДР
- Острів Мен
- ПАР
- Польща
- Росія
- Словаччина
- Словенія
- СРСР
- США
- Угорщина
- Україна
- Франція
- ФРН
- Чехія
- Чехословаччина
- Швейцарія
- Швеція
- Югославія

### Військові оператори
Першим військом, на озброєнні якого з'явились Let L-200 Morava, стала Чехословацька народна армія, що отримала перші два літаки ще з установної (нульової) серії в 1958 році. Літаки нульової серії були недосконалими та мали багато недоліків, порівняно з більш пізніми модифікаціями. Згодом кількість Morava в збройних силах Чехословаччини досягла 22 одиниць, переважна більшість з яких належали до модифікації L-200A. Їх використовували для патрулювання, розвідки, навчання екіпажів бомбардувальників та кур'єрських місій.
Окрім Чехословаччини, Let L-200 Morava перебували на озброєнні ще кількох армій світу. Десять літаків використовували збройні сили Куби для патрулювання узбережжя, ще чотири було придбано для збройних сил Болгарії і один екземпляр потрапив до угорського війська. Один екземпляр L-200 Morava перебував на озброєнні збройних сил Малі, потрапивши у військо шляхом реквізиції на військові потреби, для боротьби з повстанцями туарегами.
- Болгарія
- Куба
- Малі
- Угорщина
- Чехословаччина

## Катастрофи та аварії
За період експлуатації літака за його участю відбулося понад 50 аварій і катастроф, які завершилися втратою літака чи людськими жертвами.
| Дата              | Реєстрація | Місце катастрофи                       | Опис інциденту | Жертви |
| ----------------- | ---------- | -------------------------------------- | --- | ------ |
| 2 серпня 1959     | CCCP-14343 | невідомо                               | L-200 Morava установочної серії з двигунами Walter Minor 6-III. Зазнав катастрофи через раптову відмову лівого двигуна.                                                                                      | ?/?    |
| 14 січня 1961     | CCCP-34402 | неподалік с. Іванівка                  | Навчально-тренувальний політ за складних метеоумов. На борту пілот-інструктор і два пілоти, які лише освоювали L-200 Morava. Літак впав на полі поблизу села Іванівка, за 2 кілометри від аеропорту.         | 3/3    |
| 18 серпня 1961    | OK-OFG     | гора Крижна                            | Розбився об гору за складних метеоумов. | 4/4    |
| 7 вересня 1961    | OK-OFJ     | невідомо                               | Подробиці невідомі. | ?/?    |
| 19 квітня 1962    | CCCP-34451 | неподалік аеродрому Велика Кохнівка    | Літак виконував рейс «Київ—Запоріжжя». Через відмову правого двигуна намагався приземлитися в аеропорту Кременчука, проте при виконанні посадкових маневрів втратив швидкість, зірвався в штопор і розбився. | 5/5    |
| 25 квітня 1962    | CCCP-34483 | неподалік х. Орловський                | Зазнав катастрофи через раптову відмову двигуна. | 3/5    |
| 20 серпня 1962    | R-04       | неподалік м. Сольнок                   | Військовий борт. Здійснив жорстке приземлення через раптову відмову лівого двигуна. Літак було списано. | 0/0    |
| 31 липня 1963     | 0219       | невідомо                               | Військовий борт. Подробиці невідомі. | ?/?    |
| 1964              | CCCP-34403 | невідомо                               | Подробиці невідомі. | ?/?    |
| 9 грудня 1964     | 1126       | невідомо                               | Військовий борт. Втратив керованість і розбився, потрапивши в супутній струмінь реактивного МіГ-15 під час тренувального вильоту.                                                                            | 2/2    |
| 1965              | DM-WZY     | невідомо                               | Зазнав пошкодження від зіткнення з Ан-2. Був списаний. | ?/?    |
| 8 квітня 1965     | I-GRAZ     | неподалік Понцоне                      | Розбився об схил гори. | 3/3    |
| 4 серпня 1965     | CCCP-34469 | м. Брянськ                             | При спробі приземлення в аеропорту Брянська сталася відмова правого двигуна. Літак не маючи запасу висоти і швидкості впав у середмісті. Пілот загинув, пасажири отримали важкі травми але вижили.           | 1/3    |
| 29 жовтня 1965    | YU-BBD     | невідомо                               | Подробиці невідомі. | ?/?    |
| 26 березня 1966   | CCCP-34426 | неподалік с. Абрау-Дюрсо               | За складних метеоумов літак сильно наблизився до схилу гори, зачепив крилами дерева і розбився. | 5/5    |
| 15 травня 1966    | OK-RFM     | неподалік с. Штос                      | Розбився за складних метеоумов. | 4/4    |
| 25 червня 1966    | YU-BBH     | неподалік с. Стопан'я                  | Подробиці невідомі. | ?/?    |
| 13 вересня 1966   | OK-OFC     | неподалік с. Требовіце                 | Подробиці невідомі. | 4/4    |
| 7 липня 1967      | OK-PLD     | неподалік Праги                        | Жорстке приземлення на поле. Літак зруйновано. | 0/0    |
| 11 липня 1967     | OK-OFD     | неподалік с. Страні                    | Впав на ліс в сильний туман. | 3/3    |
| 1968              | OK-NIA     | невідомо                               | Подробиці невідомі. | ?/?    |
| 20 травня 1968    | OK-SFC     | неподалік с. Дубове                    | Подробиці невідомі. | ?/?    |
| 29 липня 1968     | CCCP-02110 | неподалік с. Великі Чапурники          | Розбився при виконанні вимушеного приземлення на поле після виходу з ладу правого двигуна і відмови системи флюгування гвинта на цьому ж двигуні.                                                            | 5/5    |
| 1969              | OK-OFF     | невідомо                               | Подробиці невідомі. | ?/?    |
| 6 лютого 1969     | OK-SFK     | невідомо                               | Подробиці невідомі. | ?/?    |
| 21 листопада 1969 | G-ASHM     | неподалік м. Норвіч                    | Розбився, зачепивши лінію електропередачі. | 0/0    |
| 30 квітня 1971    | F-BKRV     | Фонтене-Трезіньї                       | Подробиці невідомі. | 0/0    |
| 12 серпня 1971    | HA-LDD     | неподалік с. Кортвіешпуста             | Борт санітарної авіації. Зазнав катастрофи за складних метеоумов. | 2/3    |
| 1972              | CCCP-34484 | невідомо                               | Подробиці невідомі. | 0/0    |
| 27 лютого 1972    | F-BNFD     | неподалік Сериньян                     | Подробиці невідомі. | ?/?    |
| 2 серпня 1972     | CCCP-34481 | Київ, аеропорт Жуляни                  | Катастрофа через відмову двигуна. | ?/?    |
| 29 травня 1973    | SP-NXM     | неподалік Скомпе                       | Подробиці невідомі. | ?/?    |
| 14 серпня 1973    | SP-MAA     | невідомо                               | Подробиці невідомі. | ?/?    |
| 20 листопада 1974 | LQ-GXJ     | неподалік Кончільяс                    | Зазнав катастрофи під час здійснення екстреного приземлення після виходу з ладу одного з двигунів. | 3/4    |
| 1975              | SP-NEA     | невідомо                               | Подробиці невідомі. | ?/?    |
| 7 грудня 1976     | SP-FOG     | неподалік c. Сласка                    | Подробиці невідомі. | ?/?    |
| 11 липня 1977     | D-GAWA     | неподалік Альмерія                     | Екстрене приземлення з руйнуванням літака після виходу з ладу електричної системи. | 0/0    |
| 18 липня 1977     | OK-RFZ     | Брно                                   | Розбився під час злету. | ?/?    |
| 4 жовтня 1977     | OK-SFL     | неподалік м. Ходковіце над Могелковою  | Подробиці невідомі. | 4/4    |
| 1978              | SP-NXO     | невідомо                               | Подробиці невідомі. | ?/?    |
| 1978              | SP-FAA     | невідомо                               | Подробиці невідомі. | ?/?    |
| 23 серпня 1978    | YU-BBK     | неподалік м. Лесце                     | Подробиці невідомі. | ?/?    |
| 29 вересня 1978   | OK-PLT     | невідомо                               | Подробиці невідомі. | 1/4    |
| 31 травня 1981    | OK-OKY     | неподалік м. Сениця                    | Відмова двигуна на малій висоті. | 0/1    |
| 1982              | SP-EXA     | невідомо                               | Подробиці невідомі. | ?/?    |
| 9 квітня 1982     | SP-NXO     | неподалік Вроцлаву                     | Подробиці невідомі. | ?/?    |
| 14 вересня 1983   | SP-NXS     | неподалік с. Бжично                    | Жостке вимушене приземлення в полі через витік палива з баків. | ?/?    |
| 20 березня 1986   | OK-OHK     | неподалік с. Шемша                     | Зіткнення з деревами в горах в складних метеоумовах. | 0/2    |
| 25 вересня 1992   | SP-NXE     | невідомо                               | Подробиці невідомі. | ?/?    |
| 17 лютого 1993    | OK-OFA     | неподалік м. Сляч                      | Медичний рейс. Розбився під час приземлення в аеропорту Сляч за дуже складних метеоумов. | 4/4    |
| 25 жовтня 1997    | HA-LDG     | неподалік м. Естергом                  | Подробиці невідомі. | ?/?    |
| 20 червня 1998    | OK-UHB     | неподалік с. Рачице                    | Зазнав катастрофи під час здійснення екстреного приземлення після виходу з ладу одного з двигунів. | 0/4    |
| 2 червня 2003     | SP-KMP     | м. Зелена Гура                         | Розбився під час тренувального приземлення з одним двигуном. Загинули два пілоти пілотажної групи Залізні.                                                                                                   | 2/2    |
| 6 квітня 2006     | SP-AKS     | м. Зелена Гура                         | Подробиці невідомі. | ?/?    |
| 17 вересня 2006   | ЛА-0577    | неподалік м. Крюківщина                | Літак, що здійснював чартерний рейс з аеродрому Чайка, зазнав катастрофи невдовзі після злету через вихід з ладу лівого двигуна.                                                                             | 4/4    |
| 27 липня 2013     | RA-0364G   | в тайзі за 40 км від населених пунктів | Зазнав катастрофи під час моніторингу лісової пожежі через вихід з ладу лівого двигуна. | 0/2    |

## Музейні експонати
Let L-200 Morava представлений в експозиціях багатьох авіаційних музеїв світу. Декілька літаків також перетворили на пам'ятники.
| Місце знаходження                                                                                       | Короткий опис | Фото |
| --- | --- | ---- |
| Словаччина, Кошиці, Музей авіації в Кошицях                                                             | Let L-200A Morava (с/н: 170216, р/н: OK-OHA) — велика частина фюзеляжу і хвостове оперення виставлені в експозиції з демонтованими фрагментами обшивки, щоб демонструвати відвідувачам внутрішню будову літака. |      |
| Словаччина, Кошиці, Музей авіації в Кошицях                                                             | Let L-200A Morava (с/н: 170321, р/н: OM-OHJ) — повністю укомплектований в одному з ангарів музею. |      |
| Німеччина, Котбус, Музей аеродрому Котбус                                                               | Let L-200A Morava (с/н: 170320, р/н: D-GWLB) — в минулому літак військово-повітряних сил Чехословаччини, пізніше належав німецькому футбольному клубу Мекленбург Шверін, а вже після його перетворили на музейний експонат. |      |
| Польща, Краків, Музей польської авіації                                                                 | Let L-200A Morava (с/н: 170409, р/н: SP-NXA) — експонат в музеї польської авіації. |      |
| Австралія, Альбіон Парк Рейл, Товариство реставрації історичних літаків                                 | Let L-200A Morava (с/н: 170411, р/н: VH-EMV) — перша Morava, яка експлуатувалась в Австралії, є експонатом авіаційного музею товариства реставрації історичних літаків Австралії, що знаходиться на території аеропорту Шеллхарбор, в громаді Альбіон Парк Рейл. |      |
| США, Ентерпрайс, аеропорт Ентерпрайс                                                                    | Let L-200A Morava (с/н: 170709, р/н: N1040A) — колишній кубинський L-200A Morava, який роками використовувався як навчальний літак в місцевій льотній школі. Інформації про те, як він потрапив до США з Куби, немає. Пізніше він зберігався у Форт-Новосел. Станом на квітень 2015 року літак в напівзруйнованому стані перебував на території муніципального аеропорту в місті Ентерпрайс, штат Алабама. |      |
| Словаччина, П'єштяни, Військово-історичний музей в П'єштянах                                            | Let L-200A Morava (с/н: 170720, р/н: OK-PLG) —вВикористовувався аероклубами Свазарм. Останній політ відбувся 22 квітня 2009 року, з міста Брно в П'єштяни, де став експонатом місцевого музею. Для музею літак перефарбували в кольори, які були притаманні чехословацьким військово-повітряним силам, і нанесли бортовий номер 0705, який насправді належав іншій Morava.                                 |      |
| Аргентина, Університетський авіаційний центр Матанза                                                    | Let L-200A Morava (с/н: 170711, р/н: LV-HRE) — перебуває на постаменті біля входу на територію аеропорту. Під час експлуатації літак мав бортовий номер LV-HRE, але коли його перетворили на пам'ятник, на борт нанесли вигаданий номер LV-CUA. |      |
| Німеччина, Рібніц-Дамгартен, Музей техніки Пютніц                                                       | Let L-200A Morava (с/н: 170712, р/н: D-GALE) — експонат музею, виставлений на території колишньої авіабази Пютніц. |      |
| Чехія, Богуньовіце                                                                                      | Let L-200A Morava (с/н: 170714, р/н: OK-PLB) — встановлено на металевому каркасі обабіч дороги, неподалік від місцевого аеродрому. |      |
| Чехія, Боретіце                                                                                         | Let L-200D Morava (с/н: 170814, р/н: OK-PHB) — встановлено на металевому каркасі обабіч дороги, біля заїзду в село. Замість бортового номера на фюзеляжі нанесена назва села «Bořetice», а на кілях хвостового оперення зображено герб села. |      |
| Росія, Моніно, Центральний музей Військово-повітряних сил РФ                                            | Let L-200D Morava (с/н: 171103, р/н: СССР-26596) — літак перебуває на реставрації і поки не включений до основної експозиції. |      |
| Чехія, Куновіце, Музей авіації в Куновіце                                                               | Let L-200 D Morava (с/н: 171116, р/н: OK-RFS) — виставлено на відкритому майданчику музею. |      |
| Чехія, Прага, Музей авіації Кбелі                                                                       | Let L-200D Morava (с/н: 171125, р/н: 1125) — військовий борт, що стояв на озброєнні чехословацької народної армії. |      |
| Угорщина, Сольнок, Музей авіації Рептар Сольнок                                                         | Let L-200D Morava (с/н: 171128, р/н: R-05) — службовий літак угорської поліції виставлено в експозиції авіаційного музею в місті Сольнок. |      |
| Болгарія, неподалік Пловдив, Музей авіації в Пловдиві                                                   | Let L-200D Morava (с/н: 171202, р/н: 20) — літак болгарських військово-повітряних сил. |      |
| Болгарія, неподалік Пловдив, Музей авіації в Пловдиві                                                   | Let L-200D Morava (с/н: 171310, р/н: 10) — літак болгарських військово-повітряних сил. |      |
| Польща, Шренява, Національний музей сільського господарства та агропродовольчої промисловості в Шреняві | Let L-200D Morava (с/н: 171314, р/н: SP-MAB) — літак спершу належав «Аерофлоту», потім перейшов у власність морського відомства у Щецині, а 2011 року його безоплатно передали в музей, де перефарбували в кольори польської служби лісової охорони. |      |